# Sándor Garbai

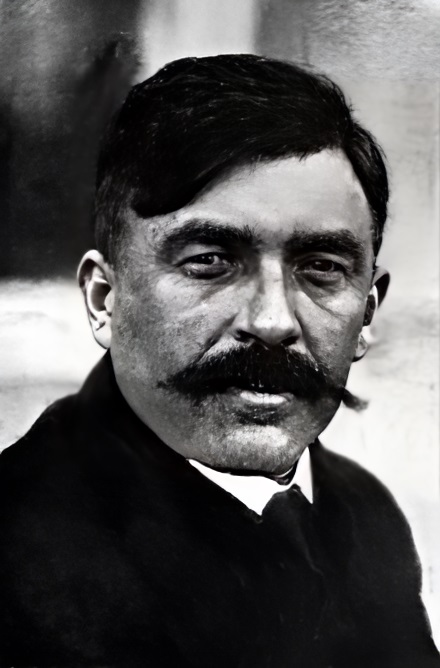
Sándor Garbai (1919)

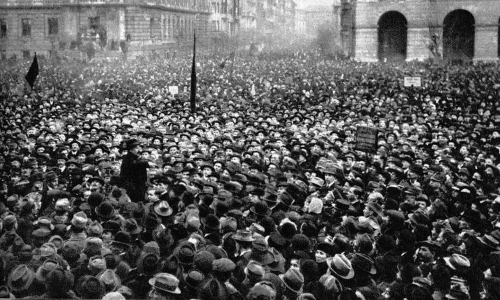
Sándor Garbai – Proklamation der Ungarischen Räterepublik am 21. März 1919

Sándor Garbai [ˈʃaːndor ˈɡɒrbɒ.i] (* 27. März 1879 in Kiskunhalas; † 7. November 1947 in Paris) war ein ungarischer Politiker und vom 21. März 1919 bis zu ihrem Untergang am 1. August 1919 Vorsitzender (Ministerpräsident) des Revolutionären Regierungsrates (Forradalmi Kormányzótanács) der Ungarischen Räterepublik.

## Leben
Zwar bekleidete Garbai, der der Sozialdemokratischen Partei Ungarns (Magyarországi Szociáldemokrata Párt; MSZDP) angehörte, de jure den höchsten Posten der Räteregierung, de facto aber erlangte Béla Kun, der Volkskommissar für Äußeres, schon bald maßgeblichen Einfluss auf die Regierungsgeschäfte. An Garbais schwacher Position in der Räteregierung änderte sich auch nichts, als er nach den im April 1919 abgehaltenen Wahlen im Juni desselben Jahres erneut als Vorsitzender bestätigt wurde. Angesichts der Konterrevolution im Inneren und der auswärtigen Bedrohung durch die Intervention der Streitkräfte der Tschechoslowakei, Rumäniens und des SHS-Staates, deren territoriale Forderungen von den Ententemächten unterstützt wurden, wurde ein Direktorium gebildet, in dem neben Kun die Volkskommissare Zsigmond Kunfi, Jenő Landler, József Pogány und Béla Vágó die eigentliche Macht in der Räterepublik ausübten.

## Schriften
- Új utakon a hatalomért, 1933